# Dalbergia calderonii
Dalbergia calderonii är en ärtväxtart som beskrevs av Paul Carpenter Standley. Dalbergia calderonii ingår i släktet Dalbergia, och familjen ärtväxter.

## Underarter
Arten delas in i följande underarter:
- D. c. calderonii
- D. c. molinae